# Business As Usual
Business As Usual – trzeci studyjny album amerykańskiego zespołu hip-hopowego EPMD, i pierwszy wydany dla wytwórni Def Jam. Zostały wydane trzy single – „Gold Digger”, „Rampage (Slow Down, Baby)” z udziałem LL Cool J i „Give the People”. W 1998 roku album został wybrany jako jeden ze stu najlepszych albumów rapowych według magazynu The Source (ang. „100 Best Rap Albums”).
Business As Usual został zatwierdzony jako złoto 7 maja 1991 roku przez RIAA.

## Lista utworów
| #  | Tytuł                  | Producent(ci) | Wykonawcy                              |
| -- | ---------------------- | ------------- | -------------------------------------- |
| 1  | „I’m Mad”              | EPMD          | Erick Sermon, Parrish Smith            |
| 2  | „Hardcore”             | EPMD          | Erick Sermon, Parrish Smith, Redman    |
| 3  | „Rampage”              | EPMD          | Erick Sermon, Parrish Smith, LL Cool J |
| 4  | „Manslaughter”         | EPMD          | Erick Sermon, Parrish Smith            |
| 5  | „Jane 3"               | EPMD          | Erick Sermon, Parrish Smith            |
| 6  | „For My People”        | EPMD          | Erick Sermon, Parrish Smith            |
| 7  | „Mr. Bozack”           | EPMD          | Erick Sermon, Parrish Smith            |
| 8  | „Gold Digger”          | EPMD          | Erick Sermon, Parrish Smith            |
| 9  | „Give the People”      | EPMD          | Erick Sermon, Parrish Smith            |
| 10 | „Rap Is Outta Control” | EPMD          | Erick Sermon, Parrish Smith            |
| 11 | „Brothers on My Jock”  | EPMD          | Erick Sermon, Parrish Smith, Redman    |
| 12 | „Underground”          | EPMD          | Erick Sermon, Parrish Smith            |
| 13 | „Hit Squad Heist”      | EPMD          | Parrish Smith                          |
| 14 | „Funky Piano”          | George Spivey | Erick Sermon, Parrish Smith            |

## Sample
- „I’m Mad”
  - „The Payback(Intro)” – James Brown
  - „Let’s Take it to the Stage” – Funkadelic
  - „Laid It” – The Ohio Players
  - „Paul Revere” – Beastie Boys
  - „Fame” – David Bowie
  - „Strictly Business” – EPMD
- „Hardcore”
  - „Don’t Worry If There’s A Hell Below(We’re All Going to Go)” – Curtis Mayfield
  - „Pride and Vanity” – Ohio Players
  - „So Wat Cha Sayin'” – EPMD

Strictly Snappin Necks – EPMD
- „Rampage”
  - „Still Good-Still Like It” – B.T. Express
  - „Tramp” – Lowell Fusion
  - „Lord of the Golden Baboon” – Mandrill
- „Manslaughter”
  - „Strange Games & Things” – Love Unlimited Orchestra
  - „Strictly Snappin’ Necks” – EPMD
- „Jane 3"
  - „Get on the Good Foot” – James Brown
  - „Papa Was Too” – Joe Tex
- „For My People”
  - „You Can’t Love Me If You Don’t Respect Me” – Lyn Collins
- „Mr. Bozack”
  - „Synthetic Substitution” – Melvin Bliss
  - „Take Some...Leave Some” – James Brown
- „Gold Digger”
  - „It’s A New Day” – James Brown
  - „Think(About It)” – Lyn Collins
  - „My Thang” – James Brown
  - „(Not Just) Knee Deep” – Funkadelic
  - „Fly Girl” – Boogie Boys
- „Give The People”
  - „Schoolboy Crush” – Average White Band
  - „Give the People What They Want” – The O’Jays
  - „Fight the Power” – Public Enemy
- „Rap Is Outta Control”
  - „I Bet You” – Funkadelic
- „Brothers on My Jock”
  - „I’m Black and I’m Proud” – James Brown
  - „Nautilus” – Bob James
  - „So Wat Cha Sayin” – EPMD
- „Underground”
  - „Keep on Truckin'” – Eddie Kendricks
  - „Funky Man” – Kool & The Gang
  - „Hydra” – Grover Washington Jr.
- „Hit Squad Heist”
  - „Hot Pants” – James Brown
  - „Fly Like An Eagle” – Steve Miller Band
- „Funky Piano”
  - „Internationally Known” – Grandmaster Flash & The Furious Five
  - „I’ll Play the Blues for You” – Albert King
  - „Please Listen to My Demo” – EPMD
  - „So Wat Cha Sayin” – EPMD
  - „Pump Me Up” – Trouble Funk
  - „La Di Da Di – Doug E. Fresh i Slick Rick
  - „Jam-Master Jay” – Run-D.M.C.
  - „Timebomb” – Public Enemy

## Historia Notowania

### Pozycja albumu
| Rok  | Album             | Lista         | Lista                  | Lista |
| Rok  | Album             | Billboard 200 | Top R&B/Hip Hop Albums |       |
| 1990 | Business as Usual | 36            | 1                      |       |

### Pozycja singla
| Rok  | Utwór             | Lista                            | Lista           |                                    |
| Rok  | Utwór             | Hot R&B/Hip-Hop Singles & Tracks | Hot Rap Singles | Hot Dance Music/Maxi-Singles Sales |
| 1990 | „Gold Digger”     | 14                               | 1               | 24                                 |
| 1991 | „Rampage”         | 30                               | 2               | –                                  |
| 1991 | „Give the People” | –                                | 28              | –                                  |